# Katarzyna Brojek
Katarzyna Brojek z d. Żalińska (ur. 19 kwietnia 1986 roku w Kielcach) – polska siatkarka, grająca na pozycji atakującej. Wychowanka klubu UKS Piątka Sandomierz. Następnie występowała w najwyższej klasie rozgrywkowej w klubie AZS AWF Poznań. Od 2007 roku związana z klubem KSZO Ostrowiec Świętokrzyski.
W 2014 roku wygrała plebiscyt sportowy Ostrowieckie Gwiazdy Sportu organizowany przez Echo Dnia.
W sezonie 2013/2014 I ligi w piłce siatkowej kobiet była w składzie drużyny AZS KSZO Ostrowiec Świętokrzyski, która wywalczyła historyczny awans do ORLEN Ligi, najwyższej klasy rozgrywkowej, wygrywając wszystkie mecze zarówno w sezonie regularnym jak i w play-off.

## Życie prywatne
Jest żoną Piotra Brojka siatkarza STS-u Skarżysko-Kamienna. Mają syna Filipa oraz córkę Hanie. Brat Katarzyny, Wojciech Żaliński, również zawodowo uprawia siatkówkę.

## Sukcesy klubowe
Mistrzostwo I ligi:
- 2014
- 2010